# Acalypha jubifera
Acalypha jubifera é uma espécie de flor do gênero Acalypha, pertencente à família Euphorbiaceae.